# Voltinizmus
Voltinizmus egy faj egy évben elért nemzedékek (generációk) számára vonatkozik:
- Univoltin egy nemzedék / év
- Bivoltin két nemzedék / év
- Trivoltin három nemzedék / év
- Polyvoltin egymást követő számos nemzedék, például évszakok nélküli területeken
- Semivoltin olyan fejlődést mutató fajokra érvényes, amelyeknél a nemzedék kifejődése egy évnél hosszabb időt vesz igénybe.